# 阿城 (作家)
阿城（1949年4月5日—），原名鍾阿城，出生在北京，籍贯为重庆江津，中国当代作家。

## 生平
据说阿城十二三岁时就遍览了曹雪芹、罗贯中、施耐庵、托尔斯泰、巴尔扎克、陀斯妥耶夫斯基、雨果等中外名家的著作。中学还未结束文化大革命便开始，高一时学业中断，到山西省下放插队落户，并开始学画。为到草原写生，到内蒙古自治区插队，后去云南省建设兵团农场落户。文化大革命结束后，《世界图书》破格录用阿城为编辑，1979年回北京市。此后帮助其父锺惦棐撰写《电影美学》。此间与父亲研讨马克思的《资本论》、黑格尔《美学》《易经》、儒学、道家、禅宗等。
1984年发表处女作《棋王》，引发关注，并获1984年福建省《中短篇小说选刊》评选优秀作品奖和1983—1984年全国优秀中篇小说奖。
此后发表小说集《棋王》，包括《棋王》《树王》《孩子王》和六短篇小说《会餐》《树桩》《周转》《卧铺》《傻子》《迷路》。
1985年发表理论文章《文化制约着人类》。
1990年代后移居美国，继续有作品发表。

## 作品

### 小說
- 《棋王》：1984于《上海文学》第七期，1985年11月作家出版社第1版，其中收录另两篇小说《树王》《孩子王》
1992年第二版，1998年第三版，2000年第四版，同时也收录的小说包括《會餐》《樹樁》《周轉》《臥鋪》《傻子》《迷路》。
- 《棋王·树王·孩子王》，海风出版社，1988年初版。
- 《棋王、樹王、孩子王》（台北：新地，1986）
- 《遍地风流》，作家出版社，1998年。台北：麥田，2001年。
- 《棋王·树王·孩子王》，江苏凤凰文艺出版社，2016年。
- 《遍地风流》，江苏凤凰文艺出版社，2016年。

### 劇本
- 《畫皮之陰陽法王》（與胡金銓合著，1993）
- 《卧虎藏龙》（与王蕙玲，蔡国荣，詹姆斯·夏慕斯合作撰写影片对白，2000）
- 《小城之春》（台北：時報，2002）
- 《吳清源》（2006）
- 《贞观之治》（与孟宪实合著，2006）
- 《聂隐娘》（2015）(入圍第52屆金馬獎最佳改編劇本)

### 散文
- 《威尼斯日记》，作家出版社，1997年。台北：麥田，1994年。
- 《闲话闲说：中国世俗与中国小说》，作家出版社，1998年
- 《閑話閑說》（台北：時報，1997）
- 《常识与通识》，作家出版社，1999年。台北：臉譜，2001年。
- 《威尼斯日记》（北京汉唐阳光文化发展公司），江苏凤凰文艺出版社，2016年
- 《闲话闲说》（北京汉唐阳光文化发展公司），江苏凤凰文艺出版社，2016年
- 《常识与通识》（北京汉唐阳光文化发展公司），江苏凤凰文艺出版社，2016年
- 《文化不是味精》（北京汉唐阳光文化发展公司），江苏凤凰文艺出版社，2016年
- 《脱腔》（北京汉唐阳光文化发展公司），江苏凤凰文艺出版社，2016年

### 作品集
- 《阿城精选集》，北京：燕山出版社，2006年。
- 《阿城小说选》（大学生读书计划），外语教学与研究出版社，1999年。
- 《阿城文集》（北京汉唐阳光文化发展公司），江苏凤凰文艺出版社，2016年。

## 评价
王安忆：“阿城是一个有清谈风格的人。现在作家里面其实很少有清谈风格的，生活很功用，但是他是有清谈风格的，他就觉得人生最大的享受就是在一起吃吃东西，海阔天空地聊天。法国人也有清谈风格。”